# Microeca griseoceps
Microeca griseoceps е вид птица от семейство Petroicidae.

## Разпространение
Видът е разпространен в Австралия, Индонезия и Папуа Нова Гвинея.